# Arapaho National Forest
Der Arapaho National Forest  liegt in den Rocky Mountains des nördlichen Colorados und umfasst eine Fläche von etwa 2929 km². Zusammen mit dem Roosevelt National Forest und dem Pawnee National Grassland bildet er ein als ARP bezeichnetes System mit einer Gesamtfläche von 7420 km². Wie alle National Forests ist er im Bundesbesitz und wird intensiv forstwirtschaftlich genutzt.
Innerhalb des Waldes gibt es diverse Freizeit- und Erholungsangebote. So gibt es vielfältige Wander- und Campingmöglichkeiten. Zudem ist Angeln und Jagen erlaubt und die Berge werden zum Wintersport genutzt.

## Flora und Fauna
Die Wälder des Gebietes werden in den unteren Lagen durch Gelb-Kiefern dominiert, welche in den höheren Lagen langsam durch Rocky-Mountain-Wacholder und Küsten-Kiefern verdrängt werden. Zudem sind eine Vielzahl weitere Baumarten, Pflanzen und Blumen heimisch.
Die vielfältige Seen- und Flusslandschaft bietet optimale Lebensbedingungen für Wasservögel (unter anderem Wilson-Wassertreter, Stockenten, oder Nachtreiher) und andere Vogelarten. So wurden im Wald über 200 verschiedene Arten registriert. Darunter auch Präriefalken und Steinadler.
Auch Säugetiere kommen vielfältig vor. So lassen sich Ursons, Rothirsche, Silberdachse, oder Elche beobachten. In den Höhenregionen wurde die Schneeziege durch Menschen angesiedelt.

## Schutzgebiete innerhalb des Waldes
Zum Arapaho National Forest gehören 6 Totalreservate, die als Wilderness Area ausgezeichnet sind:
- Byers Peak Wilderness
- Indian Peaks Wilderness (liegt auch im Roosevelt- und im Rocky Mountain National Park)
- James Peak Wilderness (liegt hauptsächlich im Roosevelt National Forest)
- Mount Evans Wilderness (liegt teilweise im Pike National Forest)
- Never Summer Wilderness (liegt teilweise im Routt National Forest)
- Vasquez Peak Wilderness

Zudem liegt mit dem Arapaho National Wildlife Refuge ein National Wildlife Refuge angrenzend zum Gebiet.

## Geschichte
Der National Forest wurde am 1. Juli 1908 auf Weisung von Präsident Theodore Roosevelt eingerichtet. Er wurde nach dem Indianervolk der Arapaho benannt, deren Siedlungsgebiet sich ursprünglich in der Gegend befand.
Im September 2013 wurden große Teile des Waldes durch Überflutungen in Mitleidenschaft gezogen. Über 600 km Straßen und 250 km Wanderwege mussten wieder instand gesetzt werden.

## Bilder

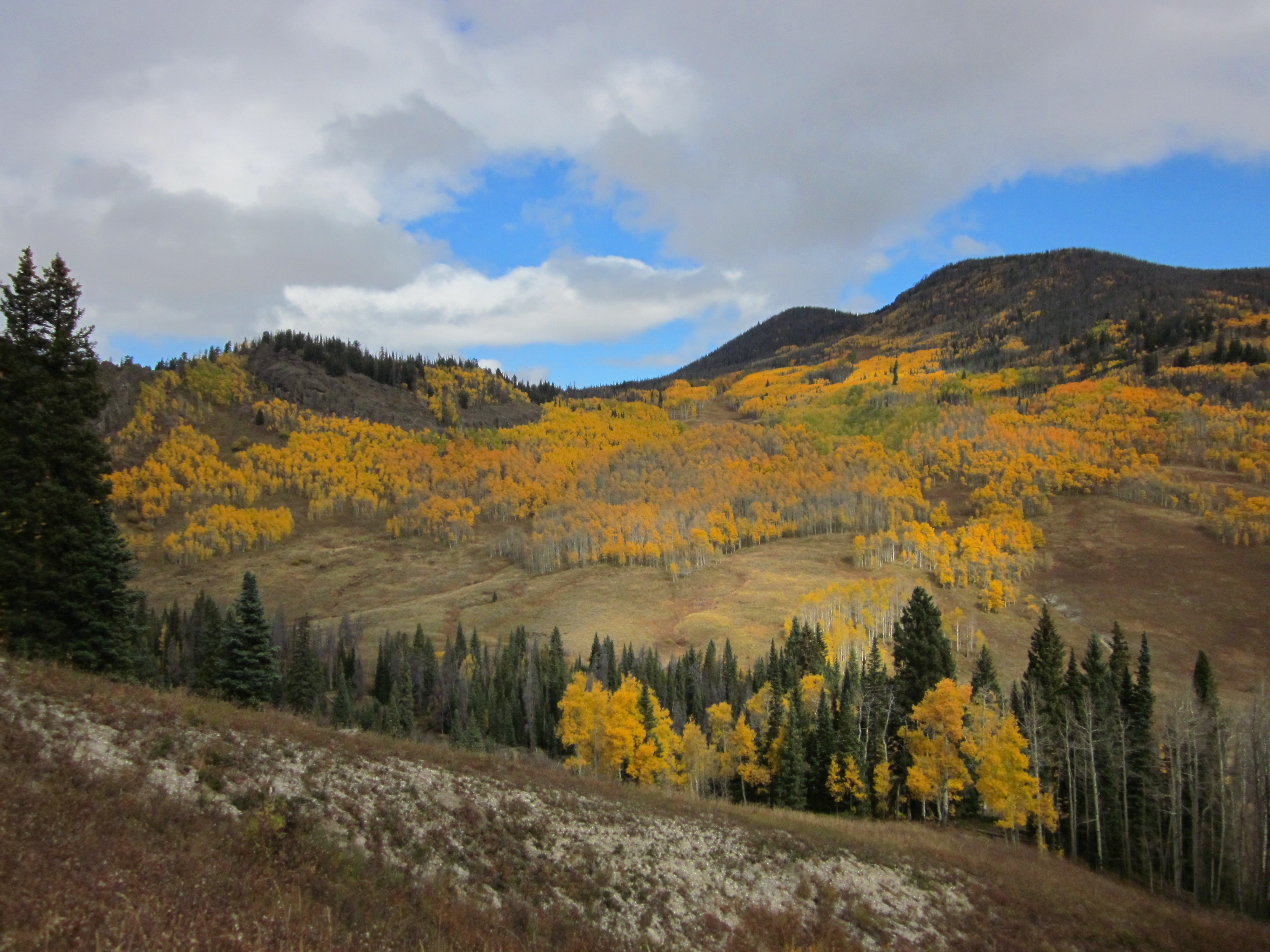
Das Schutzgebiet im Oktober
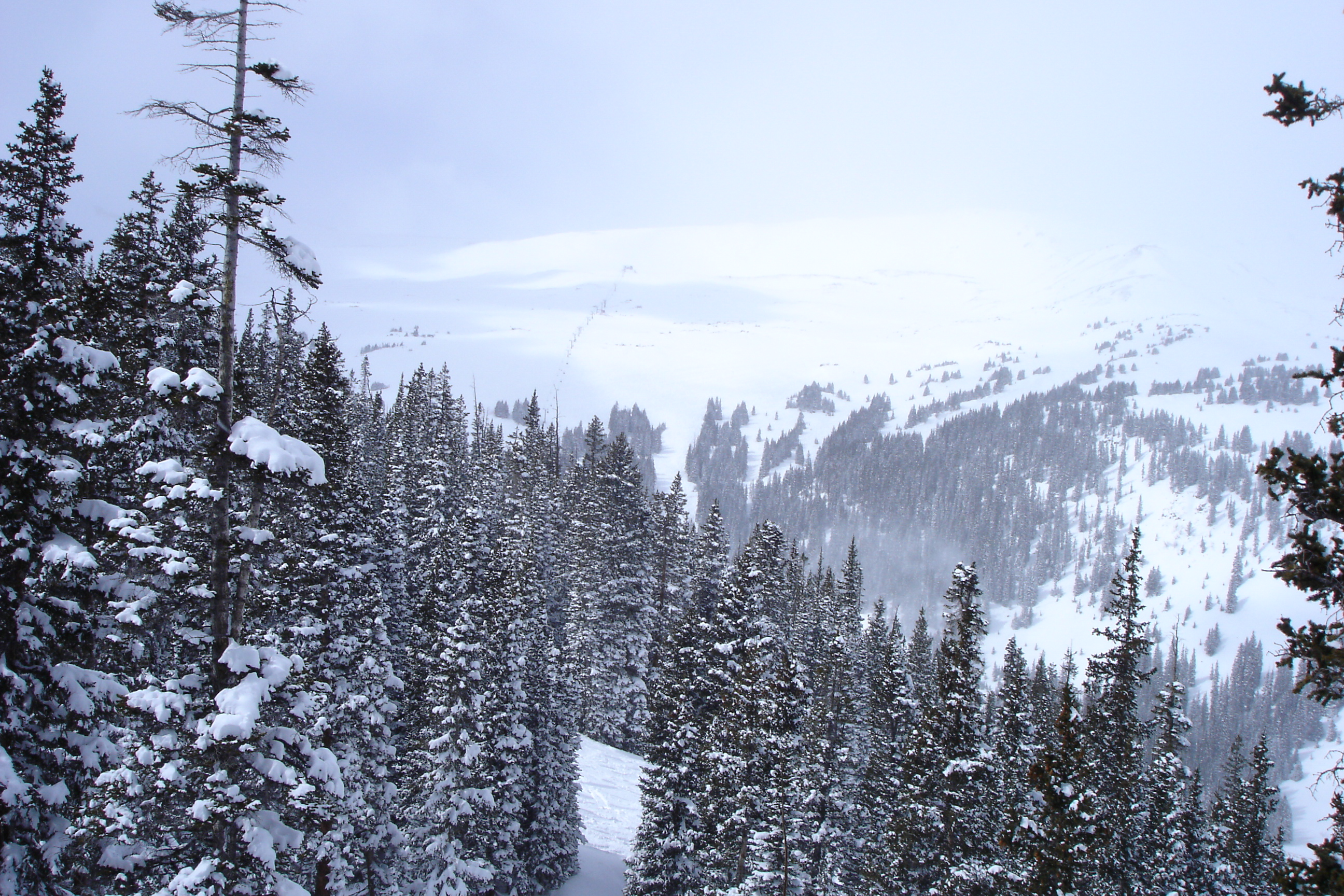
Das Loveland Skigebiet
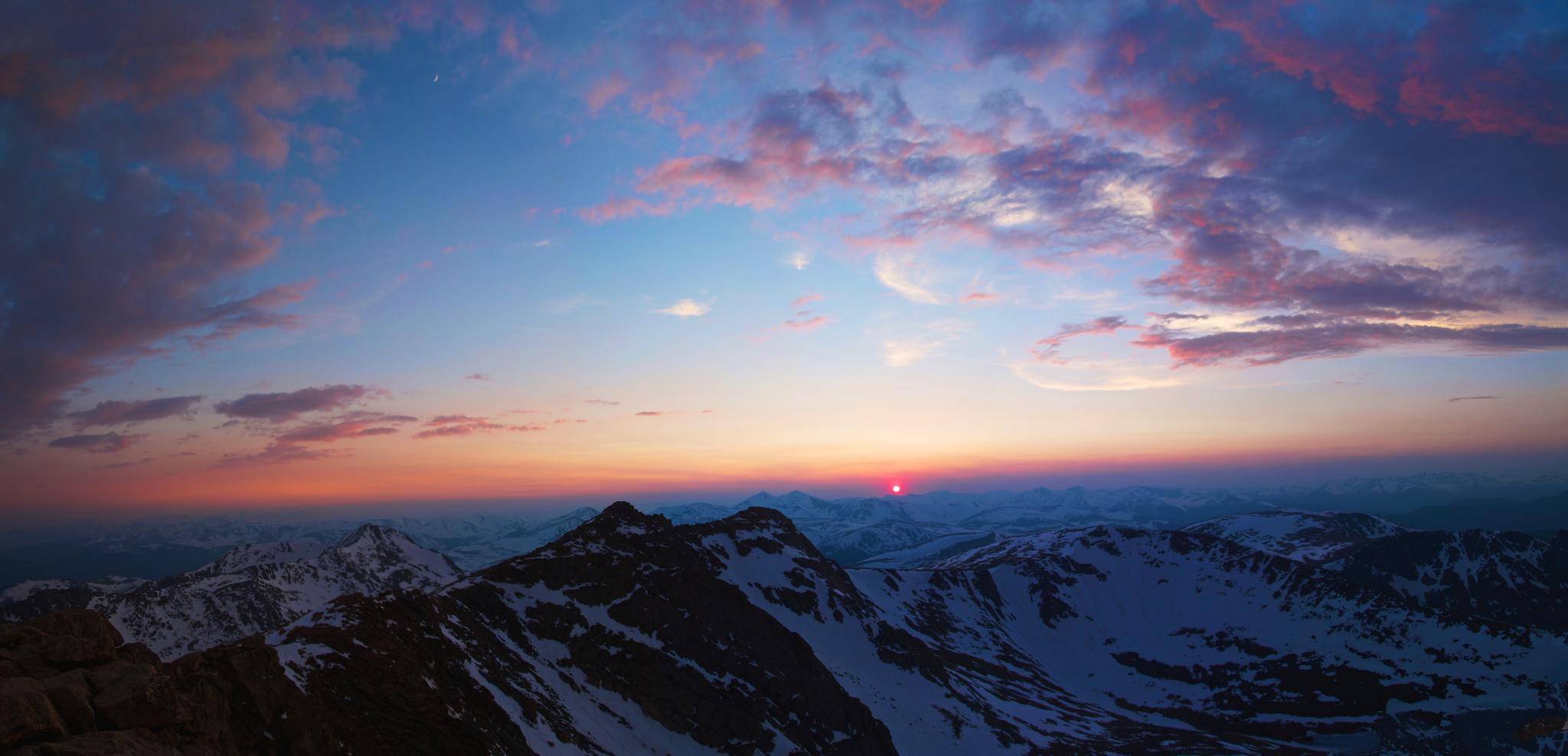
Sonnenuntergang am Mount Blue Sky
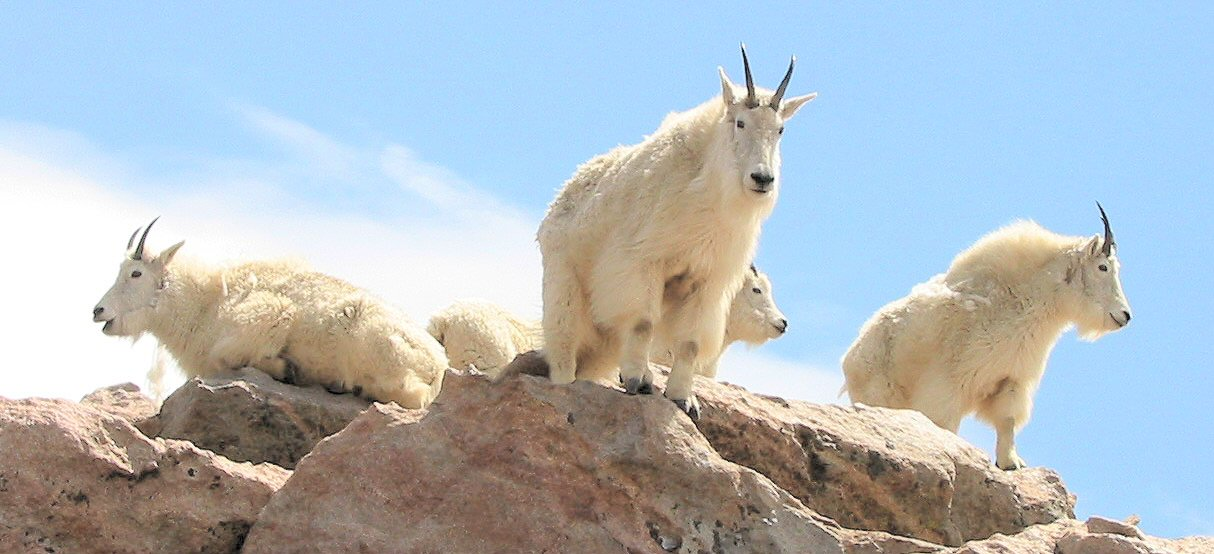
Schneeziegen im Parkgebiet
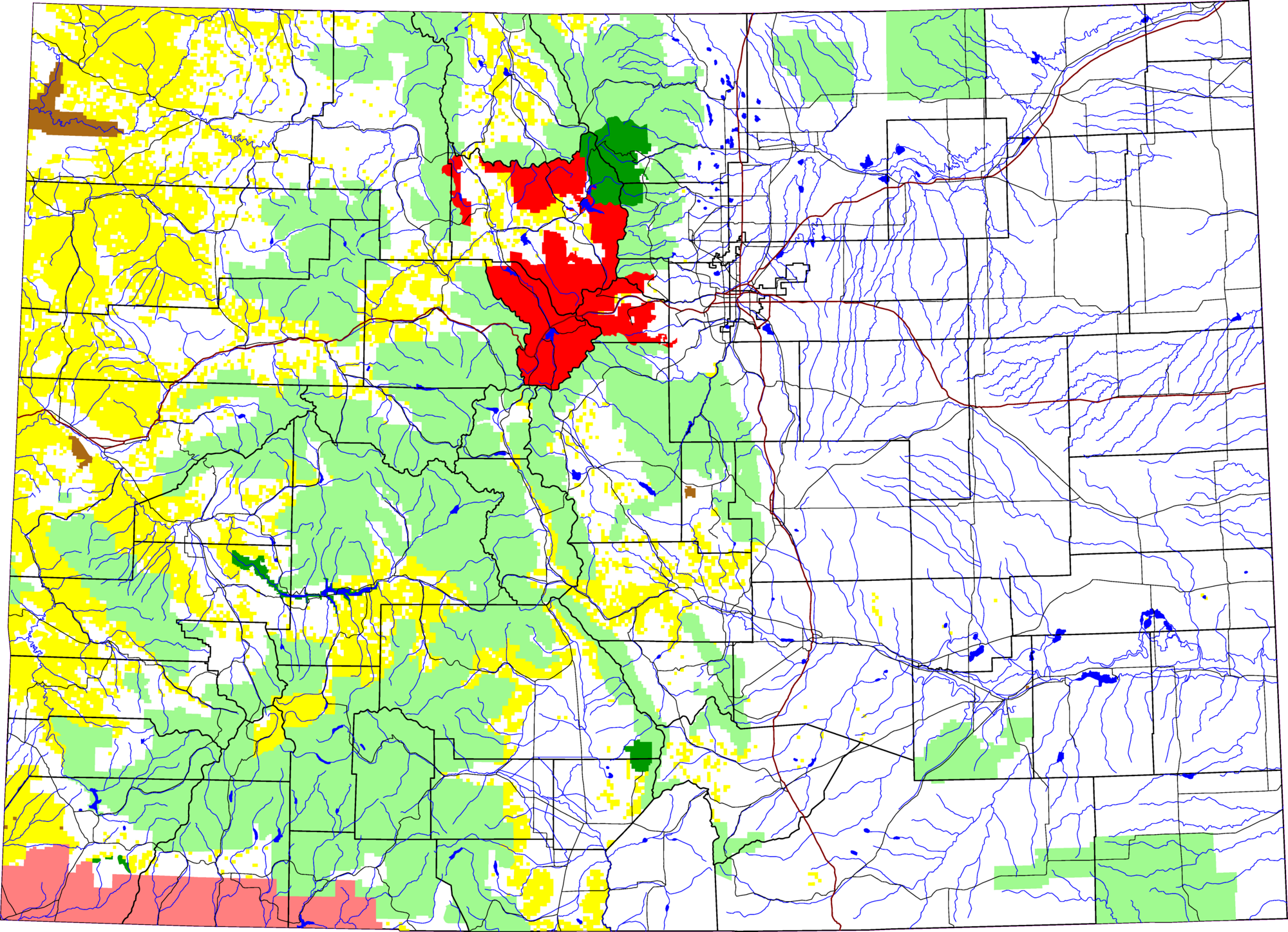
Lages des Arapaho National Forest in Colorado (rot)